# Azerat
Azerat ist eine französische Gemeinde mit 449 Einwohnern (Stand: 1. Januar 2022) im Département Dordogne in Nouvelle-Aquitaine. Sie gehört zum Arrondissement Sarlat-la-Canéda und zum seit 2015 bestehenden Le Haut-Périgord noir. Die Bewohner nennen sich Azeracois und Azeracoises.

## Geografie
Nachbargemeinden sind Sainte-Orse im Nordwesten, Saint-Rabier im Nordosten, La Bachellerie im Südosten, Auriac-du-Périgord im Süden, Thenon im Südwesten und Ajat im Westen. Die nächsten Bahnhöfe befinden sich in Thenon und Saint-Rabier. Die Route départementale 6089, die ehemalige Route nationale 89, durchquert das Gebiet der Gemeinde von Ost nach West und verbindet sie mit Brive-la-Gaillarde im Osten und mit Périgueux im Westen. Die parallel verlaufende, nördlich des Gemeindezentrums gebaute Autoroute A 89 La Transeuropéenne entlastet den innerörtlichen Verkehr.

## Bevölkerungsentwicklung
| Jahr                      | 1962 | 1968 | 1975 | 1982 | 1990 | 1999 | 2008 | 2013 | 2020 |
| ------------------------- | ---- | ---- | ---- | ---- | ---- | ---- | ---- | ---- | ---- |
| Einwohner                 | 509  | 495  | 454  | 419  | 407  | 409  | 424  | 437  | 440  |
| Quelle: Cassini und INSEE |      |      |      |      |      |      |      |      |      |

## Persönlichkeiten
- Robert Lacoste (1898–1989), Politiker

## Sehenswürdigkeiten
- Kapelle Notre-Dame-de-Bonne-Espérance aus dem Jahrhundert, seit 1948 als Monument historique eingeschrieben
- Kirche Saint-Martin
- Kriegerdenkmal

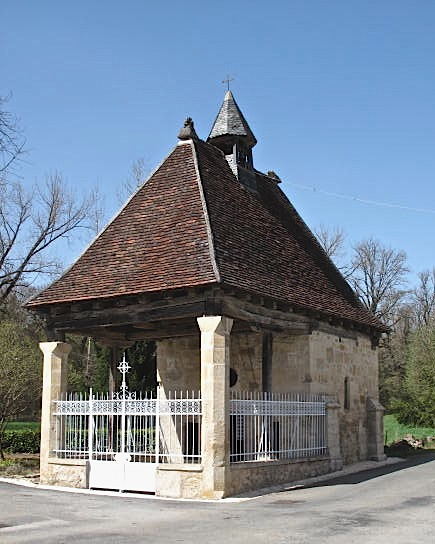
Kapelle Notre-Dame-de-Bonne-Espérance
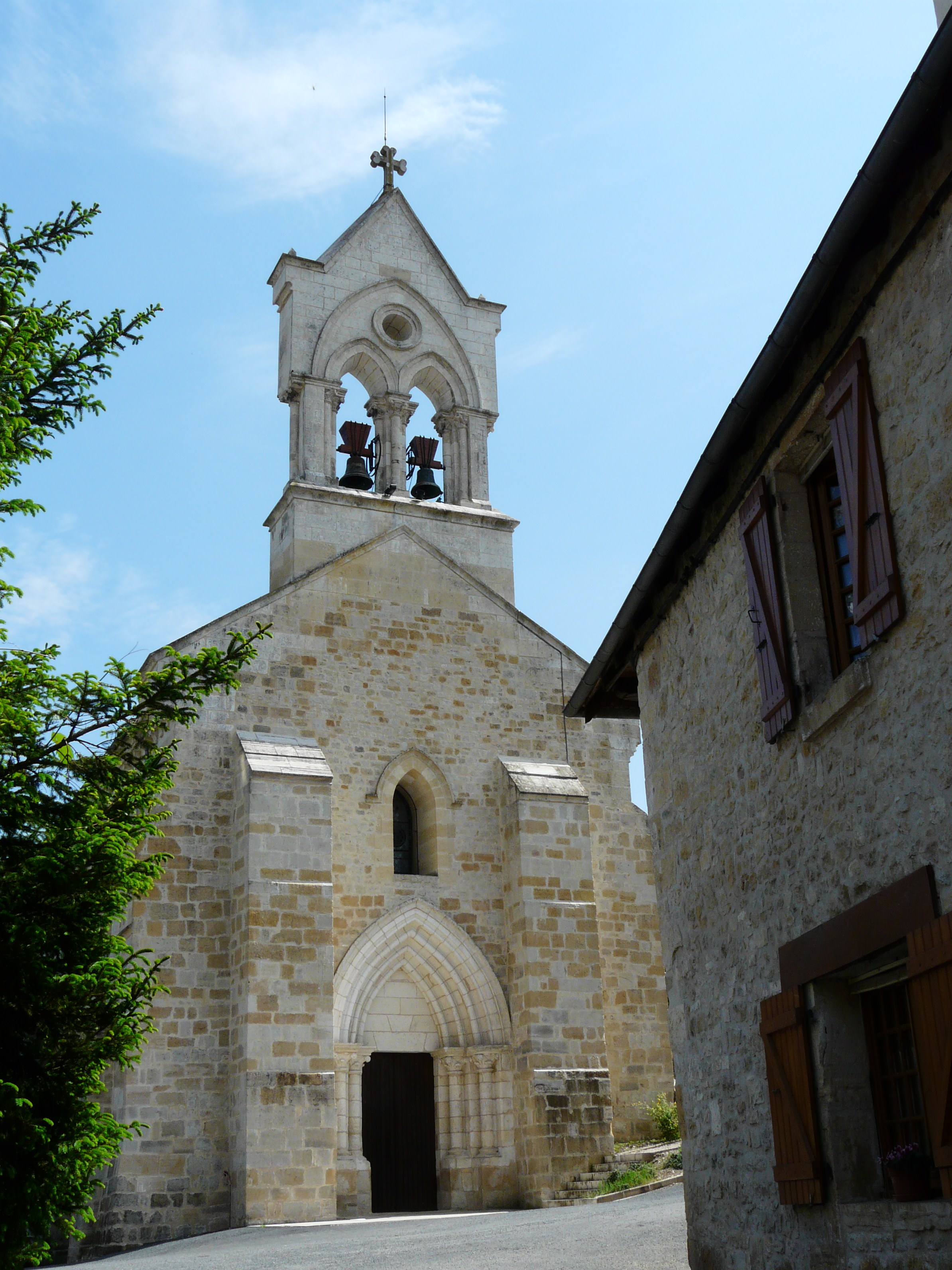
Kirche Saint-Martin
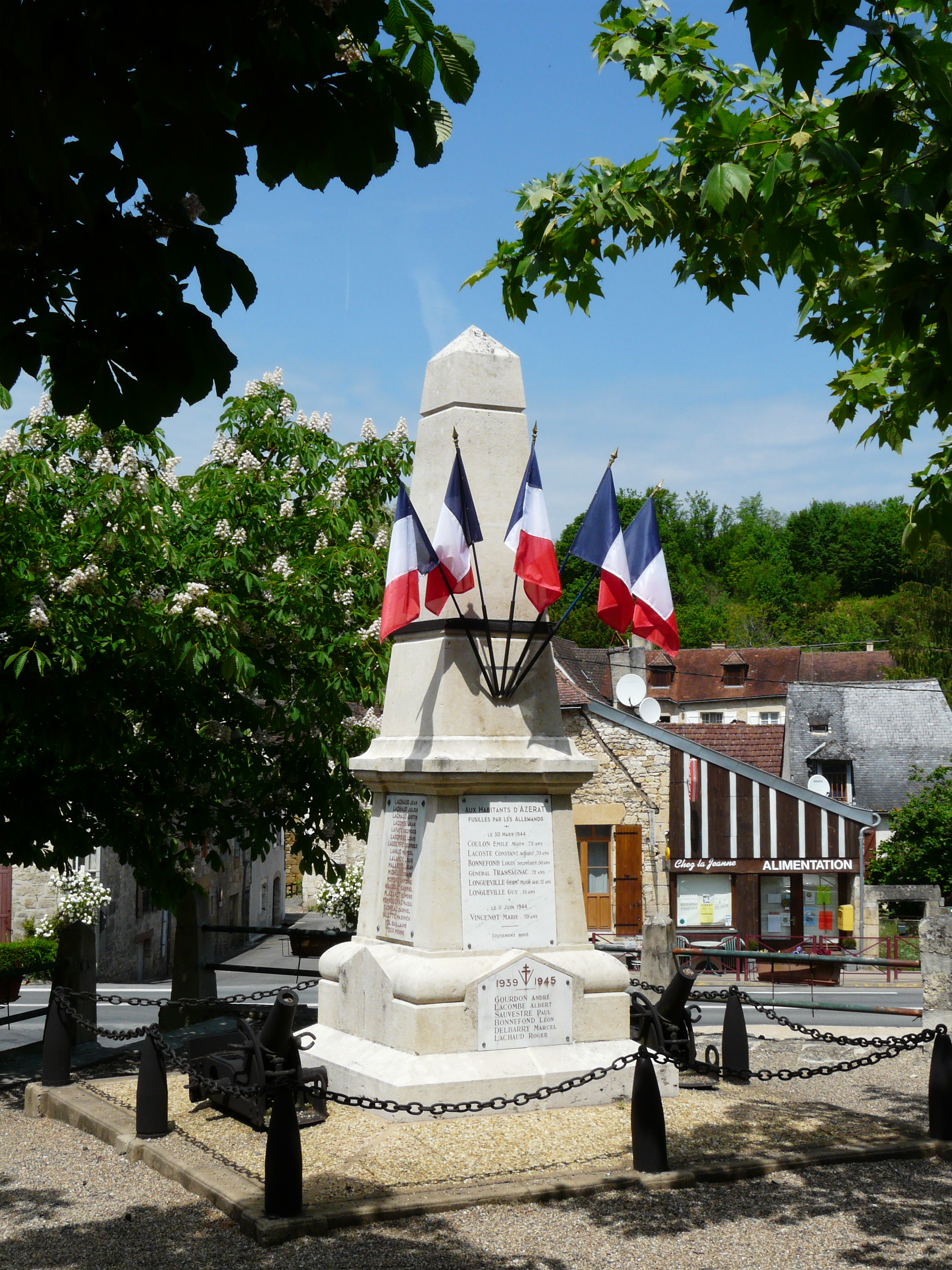
Kriegerdenkmal
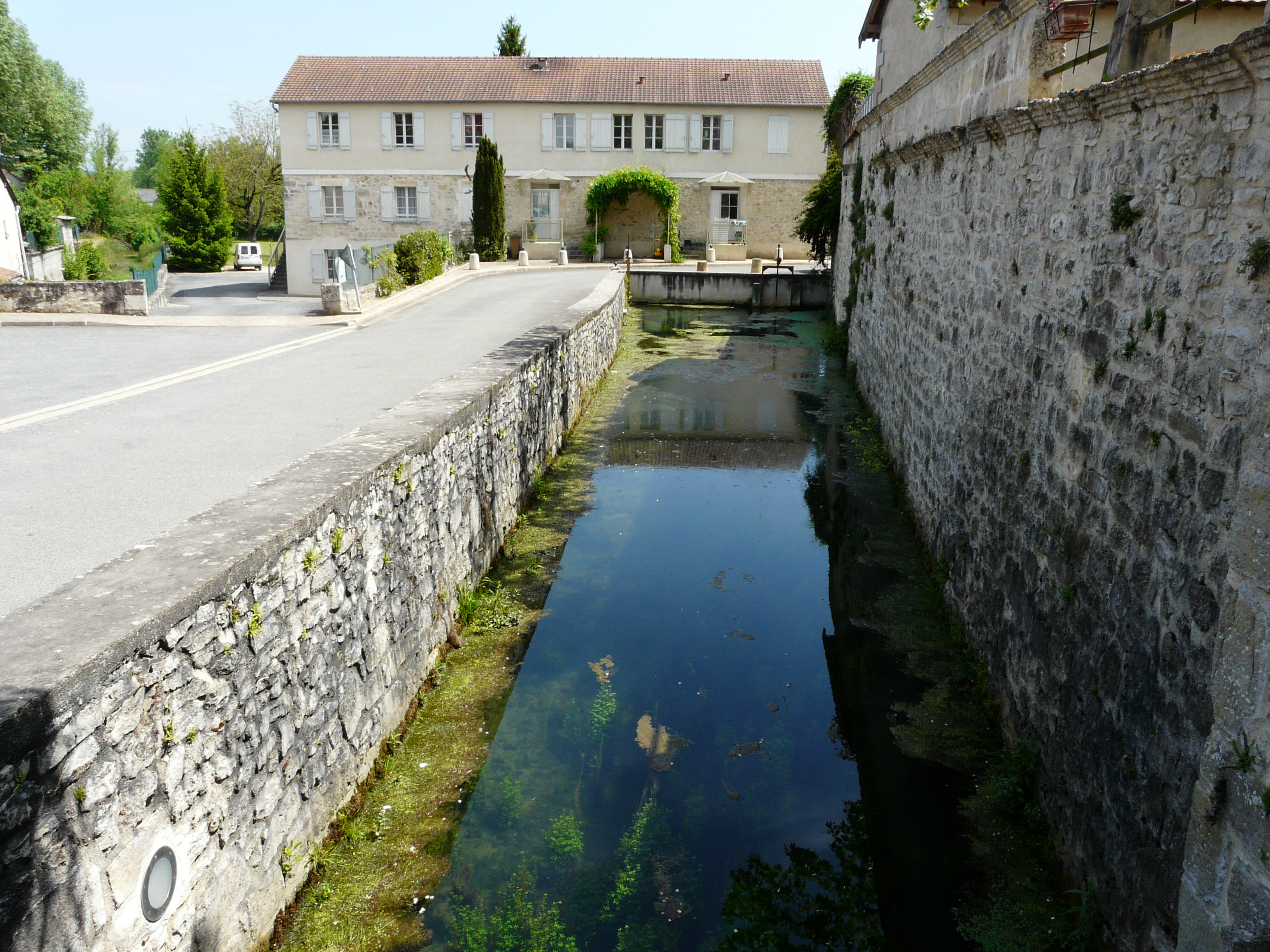
Zentrum von Azerat